# Макс Абрагам
Макс Абрагам (нім. Max Abraham; 26 березня 1875, Данціг — 16 листопада 1922, Мюнхен) — німецький фізик-теоретик.

## Життєпис
Народився у єврейській родині. 1897 року закінчив Берлінський університет, де згодом працював асистентом у Макса Планка. У 1902—1909 роках був приват-доцентом у Геттінгені, у 1909—1914 роках працював у США та Італії (в Мілані). З початком Першої світової війни, змушений був повернутися до Німеччини, де працював у технологічному інституті Штутгарта над теорією передавання радіосигналу. Після війни — знову в Мілані, потім у Штутгарті та Аахені.
Помер від пухлини головного мозку.

## Наукова діяльність
Основні праці та дослідження Макса Абрагама присвячені математичній фізиці, електродинаміці, електронній теорії та теорії гравітації. Зокрема, він надав завершеної форми класичній електродинаміці Максвелла, що використовується донині. У 1902—1903 роках сформулював першу гіпотезу про структуру електрона, згідно з якою його можна подати як тверду кульку з рівномірно розподіленим зарядом. Увів у теоретичній фізиці поняття електронного імпульсу, запропонував формулу залежності електромагнітної маси електрона від швидкості. 1912 року запропонував теорію гравітації, що узагальнює ньютонівську, але не враховує принципу еквівалентності Ейнштейна.
Його гіпотезу про силову дію світла, що проходить через прозоре середовище, відкинуто на користь гіпотези Германа Мінковського. Нещодавно проведено експерименти, на підставі яких деякі фізики роблять висновки щодо правильності гіпотези Абрагама. Однак більшість у фізичній спільноті так не вважає.